# St. Matthäus (Okriftel)

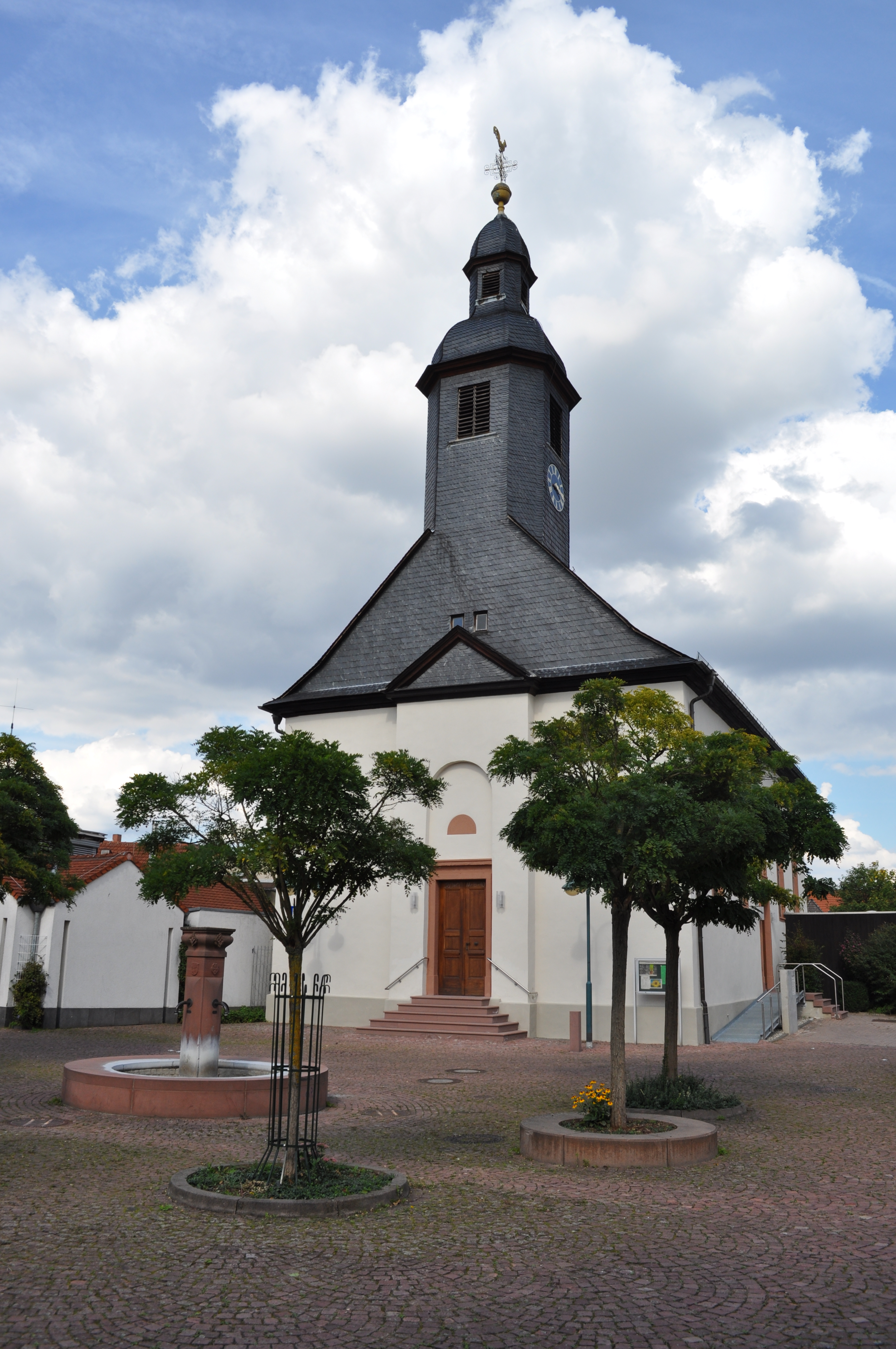
St. Matthäus in Okriftel

Die Evangelische Kirche St. Matthäus ist ein denkmalgeschütztes Kirchengebäude in Okriftel, einem Stadtteil der Gemeinde Hattersheim am Main im Main-Taunus-Kreis in Hessen. Die Kirchengemeinde gehört zum Dekanat Kronberg in der Propstei Rhein-Main der Evangelischen Kirche in Hessen und Nassau.

## Beschreibung
Die Saalkirche wurde 1809 als reformierte Kirche errichtet. Aus dem Satteldach des Kirchenschiffs erhebt sich im Westen ein achteckiger Dachreiter, der die Turmuhr und hinter den Klangarkaden den Glockenstuhl beherbergt. Der Dachreiter ist bedeckt mit einer geschwungenen Haube mit Laterne. Das Portal befindet sich im Risalit, der der Westseite vorgelagert ist. 
Der Innenraum ist dem ursprünglichen Bekenntnis entsprechend schmucklos. In den farbigen Fenstern von 1968 ist die Seligpreisung beschrieben. Die Orgel mit 12 Registern, zwei Manualen und einem Pedal wurde 1964–65 von E. F. Walcker & Cie. gebaut.